# Mallophora papaveroi
Mallophora papaveroi är en tvåvingeart som beskrevs av Artigas och Angulo 1980. Mallophora papaveroi ingår i släktet Mallophora och familjen rovflugor. Inga underarter finns listade i Catalogue of Life.